# Rivière Chevalier
Rivière Chevalier är ett vattendrag i Kanada.   Det ligger i provinsen Québec, i den sydöstra delen av landet, 400 km nordväst om huvudstaden Ottawa.
I omgivningarna runt Rivière Chevalier växer i huvudsak blandskog. Runt Rivière Chevalier är det ganska glesbefolkat, med 30 invånare per kvadratkilometer.